# پیتر کمنت
پیتر کمنت (چکی: Petr Kment; ۲۰ اوت ۱۹۴۲ – ۲۲ اوت ۲۰۱۳) کشتی‌گیر اهل چکسلواکی بود.